# سالفاتوري جوليانو
سالفاتوري جوليانو (بالإيطالية: Salvatore Giuliano)‏ هو مجرم إيطالي، ولد في 16 نوفمبر 1922 في مونتيلبري في إيطاليا، وتوفي بنفس المكان في 5 يوليو 1950.

## وصلات خارجية
- سالفاتوري جوليانو على موقع مونزينجر (الألمانية)